# Sphinx Rose
『Sphinx Rose』（スフィンクス・ローズ）は、浅井健一の4枚目のアルバム。

## 内容
アルバムタイトルの由来は先行シングル「Mad Surfer」にある歌詞の一部から来たものである。初回盤のみBlu-spec CD式であることに加え、代官山ユニットで行ったライブの模様を収録したDVD付き。
録音作業は深沼元昭のプライベートスタジオにて行われた。

## 収録曲
1. スケルトン
ベースは浅井による演奏。[2]
2. Mad Surfer (album ver.)
3. Your Smile
4. チーズバーガー
SHERBETS (福士久美子、仲田憲市、外村公敏)のメンバーと演奏。[3]
5. FRIENDLY
6. Runaway girl
7. Bad Strawberries (album ver.)
8. 大きな木
9. COOLER
10. Sensational Attack
11. はかない命
12. 光のスクリュー
2番目に完成した楽曲。[4]
13. SPRING SNOW
一番最初に完成した楽曲。[5]

### DVD
1. Pola Rola
2. FIXER
3. ディズニーランドへ（原曲：BLANKEY JET CITY）
4. Johnny Hell

## 演奏
- 浅井健一：Vocals, Guitar, Bass (『スケルトン』)
- 深沼元昭：Guitar, Bass[6]
- 金子飛鳥：Strings
- 福士久美子：Keyboards
- 仲田憲市：Bass
- 外村公敏：Drums
- 岡村美央：Strings